# Carlo Scotoni
Carlo Scotoni (Cortona, 22 agosto 1918 – 11 settembre 1981) è stato un politico italiano, eletto nella IV e V legislatura alla Camera dei deputati.